# Tiefe Biosphäre
Die tiefe Biosphäre ist die Biosphäre der Erdkruste.  Sie besteht hauptsächlich aus Bakterien, Archaeen, Viren und Pilzen.
Bisher wurden Mikroorganismen in den oberen Schichten von Sedimenten im Ozeanboden gefunden. Auf dem Festland wurden beispielsweise in Granit Lebewesen entdeckt (Endolithe).
Die Maximaltemperatur von 113 °C bei der thermophile Archaeen noch leben können, erreicht man in einer Tiefe von ca. 5 km in der ozeanischen Erdkruste und ca. 10 km in der kontinentalen Erdkruste. Die absolute Obergrenze für Leben jeglicher Art dürfte bei etwa 150 °C liegen.
Typisch ist das kaum vorhandene Wachstum, wobei eine Vielzahl von gefundenen  Mikroorganismen in sehr großer Tiefe nicht mehr teilungsfähig war.